# مؤسسة التنمية الدولية
تمثل المؤسسة الدولية للتنمية (IDA) ذراع البنك الدولي الذي يقوم بمساعدة البلدان الأكثر فقرا في العالم، وتهدف المؤسسة الدولية للتنمية، التي انشئت في عام 1960 إلى تخفيض أعداد الفقراء من خلال :
- تقديم قروض بدون فائدة,
- منح لبرامج تستهدف تعزيز النمو الاقتصادي,
- تخفيف حدة التفاوت وعدم المساواة,
- تحسين الأحوال المعيشية للشعوب.[4][5][6]

## التكامل مع البنك الدولي
تكمل المؤسسة الدولية للتنمية عمل البنك الدولي للإنشاء والتعمير ـ فرع الإقراض الآخر التابع للبنك الدولي ـ الذي يقدم للبلدان المتوسطة الدخل خدماته الاستشارية وتلك المتعلقة بالاستثمار الرأسمالي. ونلاحظ أن موظفي البنك الدولي للإنشاء والتعمير هم أنفسهم موظفو المؤسسة الدولية للتنمية حيث إن هاتين المؤسستين لهما نفس المقر ويقومان بتقييم مشروعات بنفس الدرجة من المعايير المتشددة. وتمثل المؤسسة الدولية للتنمية أحد أكبر مصادر المساعدة المقدمة إلى أشدّ بلدان العالم فقراً البالغ عددها 81 بلداً، والتي يوجد منها 40 بلداً في أفريقيا.
المؤسسة الدولية للتنمية هي أكبر مصدر واحد لأموال الجهات المانحة لتمويل الخدمات الاجتماعية الأساسية في البلدان الأشد فقرا. وتقوم مؤسسة التنمية الدولية بإقراض الأموال (ما يُعرف بالاعتمادات) بشروط ميسرة. وهذا يعني أن اعتمادات مؤسسة التنمية الدولية تُقدم بدون فوائد، وتمتد فترة السداد إلى ما بين 35 إلى 40 سنة تشمل فترة سماح مدتها 10 سنوات. ومنذ بدء عملها، بلغت قيمة مجموع الاعتمادات والمنح التي قدمتها المؤسسة 161 مليار دولار أمريكي، كما بلغ متوسط ما تقدمه سنوياً في السنوات الأخيرة زهاء 7-9 بلايين دولار أمريكي، ويُوَجَّهُ الجزء الأكبر من ذلك، أي نحو 50 في المائة، إلى منطقة أفريقيا.

## وصلات خارجية
يا جيش الاحتلال يا مرتزقه ياحراميه وقت وستزولو من على الأرض وعار على كل غربى أن يساق من يهودى اسرائيلى الذين ليس لهم وطن .وعندنا مثل مصري
أن اكرمت اللأيم اهانك
- موقع المؤسسة الدولية للتنمية على الشبكة